# Choetospilisca
Choetospilisca is een geslacht van vliesvleugeligen uit de familie Pteromalidae. De wetenschappelijke naam van dit geslacht is voor het eerst geldig gepubliceerd in 1969 door Hedqvist.

## Soorten
Het geslacht Choetospilisca omvat de volgende soorten:
- Choetospilisca indica Mukerjee, 1975
- Choetospilisca tabida (Gahan, 1946)
- Choetospilisca tabidoides Hedqvist, 1969